# Quebrada del Yatán

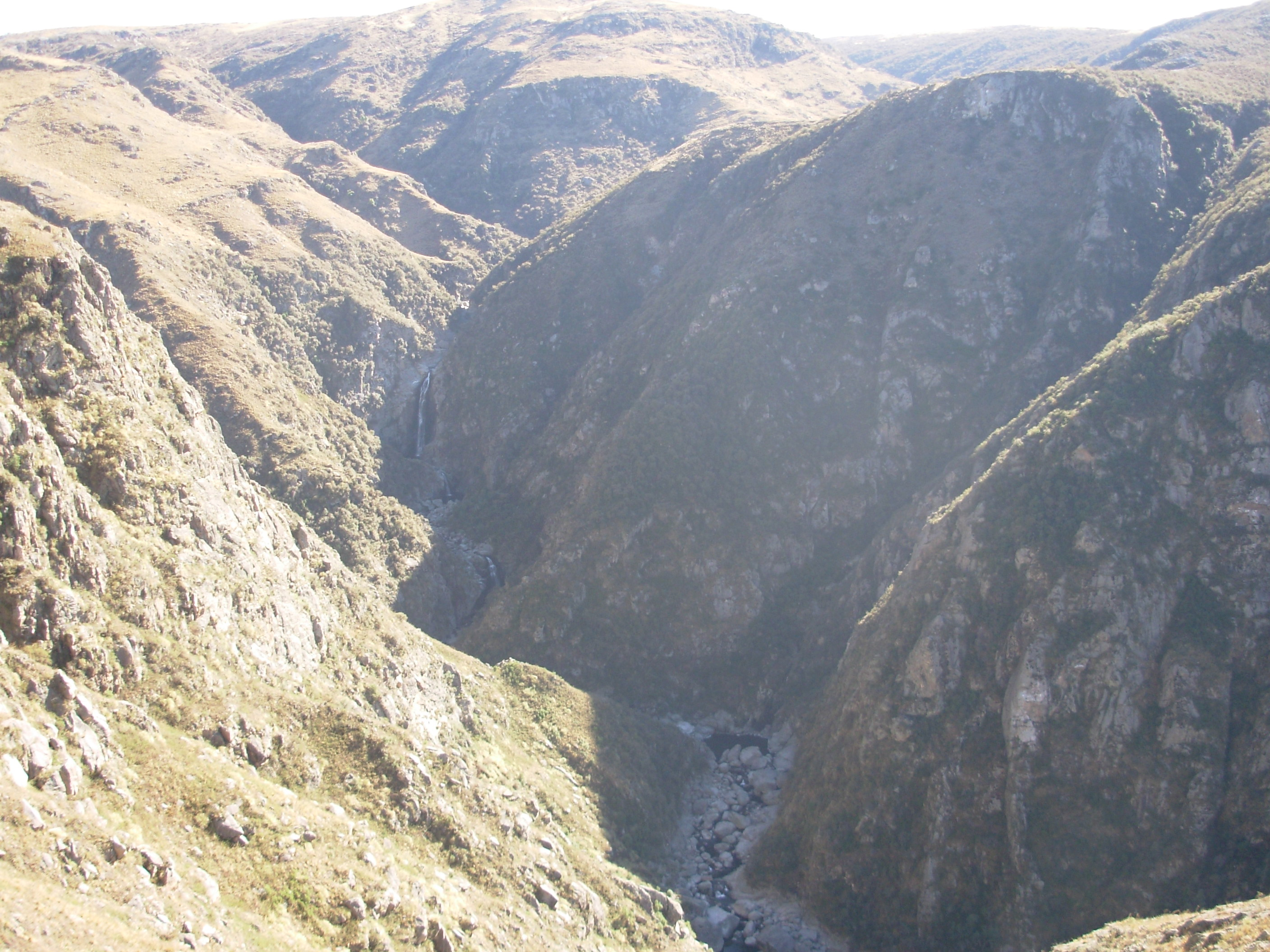
Vista de la Quebrada de Yatán

La Quebrada del Yatán es un valle estrecho y abrupto - es decir una quebrada - así denominada, en honor al cacique comechingón Yatán que habitaba en la región. Está ubicada en la región sur de la Pampa de Achala, en la Provincia de Córdoba, República Argentina.
Se ubica en el extremo sur del departamento Santa María y a relativamente poca distancia al norte de la localidad de La Cumbrecita.
La Quebrada del Yatán es una de las regiones más vírgenes de las sierras de Córdoba, debido a la dificultad para acceder a ella, ya que requiere largas caminatas por terreno escarpado que no es apto para personas sin conocimiento de las serranías cordobesas.

Además, toda la quebrada es (ca. año 2013) propiedad privada, por lo que el ingreso está vedado en casi su totalidad.

En esta quebrada, nace el río Yatán, que luego de unirse al río Corralejo, dan origen al río Los Espinillos, que desemboca en el Embalse Los Molinos en pleno valle de Paravachasca .